# Иса Серж Коело
Иса Серж Коело (на френски: Issa Serge Coelo) е чадски кинорежисьор, киносценарист и филмов продуцент. Роден е през 1967 г. в град Билтине.

## Филмография
- 1994: Un taxi pour Aouzou
- 2000: Daresalam
- 2006: Tartina City